# Шан'юй
Шан'юй (кит.: 上虞; піньїнь: Shàngyú) — район міського округу Шаосін, що в китайській провінції Чжецзян.

## Географія
Міський повіт розташований за 62 км на схід від Нінбо та за 72 км на захід від Ханчжоу. Шан'юй розміщується на березі затоки Ханчжоувань.